# Síndrome de Sanfilippo
Síndrome de Sanfilippo, assim batizada em homenagem ao doutor Sylvester Sanfilippo que relatou os primeiros casos da doença em 1963, corresponde às mucopolissacaridoses (MPS) III-A, III-B, III-C e III-D. Se caracteriza pela presença de atraso de desenvolvimento, envolvimento do sistema nervoso central (cérebro) e problemas físicos leves.
A Síndrome de Sanfilippo, também conhecida como Mucopolissacaridose tipo III (MPS III), é uma doença genética rara e progressiva que afeta principalmente o sistema nervoso central. É causada pela deficiência de uma das quatro enzimas necessárias para o metabolismo de um tipo específico de mucopolissacarídeo (glicosaminoglicano) conhecido como heparan sulfato. Quando essas enzimas não funcionam corretamente, o heparan sulfato se acumula nas células, causando danos progressivos principalmente ao cérebro, mas podendo afetar também outras partes do corpo.
A síndrome de Sanfilippo é dividida em quatro subtipos (A, B, C e D), cada um causado pela deficiência de uma enzima diferente:
1. Sanfilippo A: Deficiência da enzima heparan N-sulfatase.
2. Sanfilippo B: Deficiência da enzima alfa-N-acetilglucosaminidase.
3. Sanfilippo C: Deficiência da enzima acetil-CoA: alpha-glucosaminida N-acetiltransferase.
4. Sanfilippo D: Deficiência da enzima N-acetilglucosamina-6-sulfatase.
Sintomas
Os sintomas geralmente começam a se manifestar entre os 2 e 6 anos de idade e podem incluir:
- Atraso no desenvolvimento: incluindo dificuldades na fala e aprendizado.
- Problemas comportamentais: como hiperatividade, agressividade e comportamentos repetitivos.
- Distúrbios do sono: dificuldade para dormir ou sono de má qualidade.
- Perda progressiva de habilidades motoras e cognitivas.
- Convulsões: podem ocorrer em estágios mais avançados da doença.
- Problemas auditivos e visuais**.
- Hepatomegalia e esplenomegalia**: aumento do fígado e baço, respectivamente.
Diagnóstico
O diagnóstico da Síndrome de Sanfilippo é feito com base em:
- História clínica e exame físico.
- Testes laboratoriais: para medir a atividade das enzimas específicas no sangue ou em células cultivadas.
- Análise de urina: para detectar níveis elevados de heparan sulfato.
- Testes genéticos: para identificar mutações nos genes associados à doença.
Tratamento
Atualmente, não existe cura para a Síndrome de Sanfilippo. O tratamento é principalmente paliativo e focado na gestão dos sintomas, incluindo:
- Terapias de suporte: como fisioterapia, fonoaudiologia e terapia ocupacional.
- Medicação: para controlar os sintomas comportamentais e convulsões.
- Intervenções cirúrgicas: em casos de complicações específicas.
Pesquisas continuam sendo realizadas para desenvolver terapias mais eficazes, como terapia gênica e terapias enzimáticas substitutivas.
A Síndrome de Sanfilippo é uma condição desafiadora para as famílias e pacientes, e o suporte emocional e psicológico é uma parte crucial do manejo da doença.
https://www.msdmanuals.com/pt-br/profissional